# Perctarit
Perctarit (†688) was koning van de Longobarden een eerste maal van 661 tot 662 en een tweede maal van 671 tot 688.

## Levensloop
Toen Aripert I in 661 stierf werd hij opgevolgd door zijn twee zoons Godepert en Perctarit. Godepert was een ariaan, Perctarit een katholiek, Godepert regeerde vanuit Pavia, Perctarit vanuit Milaan. Het verschil in standpunt leidde tot conflict. Godepert riep de hulp in van hertog Grimoald I van Benevento, die hem vermoordde en zelf de troon innam. Perctarit vluchtte naar het Frankische Rijk, zijn vrouw Rodelinda en zijn zoon Cunipert werden door Grimoald gevangengenomen.
Perctarit diende te wachten tot de dood van Grimoald in 671 vooraleer hij zijn troon kon terug veroveren. Hij zette de zoon van Grimoald, Garibald af. Hij maakte van het katholicisme de officiële godsdienst, zonder zich te schikken aan de paus. Er volgde een periode van vrede, vooral met de Byzantijnen stond hij op goede voet.